# Showbiz
Showbiz (с англ. — «Шоу-бизнес») — дебютный студийный альбом британской альтернативной рок-группы Muse, выпущенный в 1999 году лейблом Mushroom Records. Альбом был спродюсирован Джоном Леки на студии Sawmill, Cornwall. В Великобритании альбом стал платиновым.

## Список композиций
Слова и музыка всех песен — написаны Мэттью Беллами.
| №   | Название                      | Длительность |
| --- | ----------------------------- | ------------ |
| 1.  | «Sunburn»                     | 3:54         |
| 2.  | «Muscle Museum»               | 4:23         |
| 3.  | «Fillip»                      | 4:01         |
| 4.  | «Falling Down»                | 4:34         |
| 5.  | «Cave»                        | 4:46         |
| 6.  | «Showbiz»                     | 5:16         |
| 7.  | «Unintended»                  | 3:57         |
| 8.  | «Uno»                         | 3:38         |
| 9.  | «Sober»                       | 4:04         |
| 10. | «Escape»                      | 3:31         |
| 11. | «Overdue»                     | 2:26         |
| 12. | «Hate This and I'll Love You» | 5:09         |

| №   | Название        | Длительность |
| --- | --------------- | ------------ |
| 13. | «Spiral Static» | 4:44         |

| №   | Название                      | Длительность |
| --- | ----------------------------- | ------------ |
| 10. | «Spiral Static»               | 4:44         |
| 11. | «Escape»                      | 3:31         |
| 12. | «Overdue»                     | 2:26         |
| 13. | «Hate This and I'll Love You» | 5:09         |

| №  | Название                               | Длительность |
| -- | -------------------------------------- | ------------ |
| 1. | «Host»                                 | 4:17         |
| 2. | «Coma»                                 | 3:35         |
| 3. | «Pink Ego Box»                         | 3:32         |
| 4. | «Forced In»                            | 5:10         |
| 5. | «Agitated»                             | 2:23         |
| 6. | «Yes Please»                           | 3:05         |
| 7. | «Fillip» (концертная версия)           | 3:46         |
| 8. | «Do We Need This?» (концертная версия) | 4:12         |

## Синглы альбома
| Название      | Дата выпуска     | Номер в каталоге | Позиция в UK Singles Chart |
| Uno           | 14 июня, 1999    | MUSH50CDS        | 73                         |
| Cave          | 6 сентября, 1999 | MUSH58CDS        | 52                         |
| Muscle Museum | 22 ноября, 1999  | MUSH66CDS        | 25                         |
| Sunburn       | 21 февраля, 2000 | MUSH68CDS        | 22                         |
| Unintended    | 30 мая, 2000     | MUSH72CDS        | 20                         |

- Muscle Museum достиг #43 в 1999. Сингл стал #25, когда был переиздан в 2000 году.
- Ни один из синглов не участвовал в U.S. Modern Rock chart.
- Все синглы были выпущены на двойных CD и 7" vinyl.

## Участники записи
| Muse - Мэттью Беллами — вокал, гитара, фортепиано, орган Хаммонда («Falling Down», «Unintended», «Escape»), меллотрон («Muscle Museum», «Unintended»), электрическое фортепиано Вурлитцера («Fillip», «Hate This & I’ll Love You»), синтезатор («Cave»), синтезаторная гитара («Sober»), фисгармония («Escape»), аранжировка струнных («Showbiz»), продакшн и микширование («Muscle Museum», «Unintended», «Uno», «Sober»), обложка - Крис Уолстенхолм — бас-гитара, бэк-вокал, электрический контрабас, продакшн и микширование («Muscle Museum», «Unintended», «Uno», «Sober») - Доминик Ховард — ударные, перкуссия («Showbiz», «Uno», «Hate This & I’ll Love You»), синтезатор («Muscle Museum»), продакшн и микширование («Muscle Museum», «Unintended», «Uno», «Sober») | Остальной персонал - Джон Леки — продакшн и микширование («Sunburn», «Fillip», «Falling Down», «Cave», «Escape», «Overdue», «Hate This & I’ll Love You») - Пол Рив — продакшн и микширование («Muscle Museum», «Unintended», «Uno», «Sober»), бэк-вокал («Unintended», «Uno», «Overdue», «Hate This & I’ll Love You») - Таня Эндрю — обложка - Крейг Джентл — дизайн - Ральф Страсманн — фотография - Фредерик Гресс — фотография |

## История выпуска
| Страна         | Дата                         | Лейбл                         | Формат | Каталог                  |
| -------------- | ---------------------------- | ----------------------------- | ------ | ------------------------ |
| США            | 28 сентября 1999             | Maverick Records, Taste Media | CD     | 0 9362-47382-2 0         |
| Великобритания | 4 октября 1999               | Mushroom Records, Taste Media | LP     | MUSH59LP                 |
| Великобритания | 4 октября 1999               | Mushroom Records, Taste Media | CD     | MUSH59CD / 5050466888624 |
| Австралия      | 9 марта 2000                 | Mushroom Records              | CD     | MUSH332572               |
| Япония         | 2 августа 2006 (переиздание) | Taste Media                   | CD     | WPCR12336                |